# Surat (India)
Surāt (gujarati: સુરત, hindi: सुरत, in urdu سورت‎?) è una suddivisione dell'India, classificata come municipal corporation, di 3.344.135 abitanti, capoluogo del distretto di Surat, nello stato federato del Gujarat. In base al numero di abitanti la città rientra nella classe I (da 100.000 persone in su).
La città è situata sulla riva sinistra del fiume Tapti, a qualche decina di chilometri dalla sua foce. Un fossato indica la linea di demarcazione tra la città vecchia, con i suoi vicoli e case, e le periferie più recenti, ma le antiche mura sono quasi scomparse.
La città riveste grande importanza per le sue imprese tessili (è chiamata "la Manchester dell'India") e della lavorazione dei diamanti. Si stima che il 90% dei diamanti commercializzati nel mondo siano lavorati a Surat.
Surat ha uno dei più alti tassi di crescita del PIL in India (11,5% nel 2008).
Surat fu il principale porto indiano durante il periodo Moghul, primato che perse a favore di Bombay nel corso del Raj Britannico.

## Geografia fisica
La città è situata a 21° 10' 0 N e 72° 49' 60 E e ha un'altitudine di 12 m s.l.m..

## Storia
La città fu fondata dai Parsi nel XII secolo col nome di Suryapur. I Mughal la occuparono alla fine del XVI secolo (1573), attratti dalla sua ricchezza che le derivava dalle varie imprese manifatturiere di tessili e metalli preziosi e dalla dimensione del porto, che rendeva Surat il principale approdo dell'intero subcontinente indiano nel corso del XVI e XVII secolo.

Il primo Imperatore indiano Shivaji, la razziò due volte (l'ultima nel 1670), proprio per la sua opulenza, fin quando la Compagnia britannica delle Indie Orientali non ne prese il controllo nel 1759 e il Raj britannico ne assunse il governo nel 1800.
Le fortune economiche di Surat risentirono pesantemente del processo d'insabbiamento del porto e della concorrenza spietata della vicina città di Bombay (oggi Mumbai), che comportarono il progressivo impoverimento del tessuto economico della città, parzialmente arrestato dalla rete ferroviaria costruita dai Britannici che consentì una certa ripresa degli scambi, però via terra, di Surat col resto dell'India.

## Società

### Evoluzione demografica
Al censimento del 2001 la popolazione di Surat assommava a 2.433.787 persone, delle quali 1.372.307 maschi e 1.061.480 femmine. I bambini di età inferiore o uguale ai sei anni assommavano a 328.426, dei quali 179.955 maschi e 148.471 femmine. Infine, coloro che erano in grado di saper almeno leggere e scrivere erano 1.754.765, dei quali 1.054.177 maschi e 700.588 femmine.
Nel 2007 Surat e la sua area metropolitana possedevano una popolazione di circa 4 milioni di abitanti, tanto da farne la seconda città più grande del Gujarat e la nona più grande dell'India.

## Luoghi di interesse

### Forte di Surat[8]

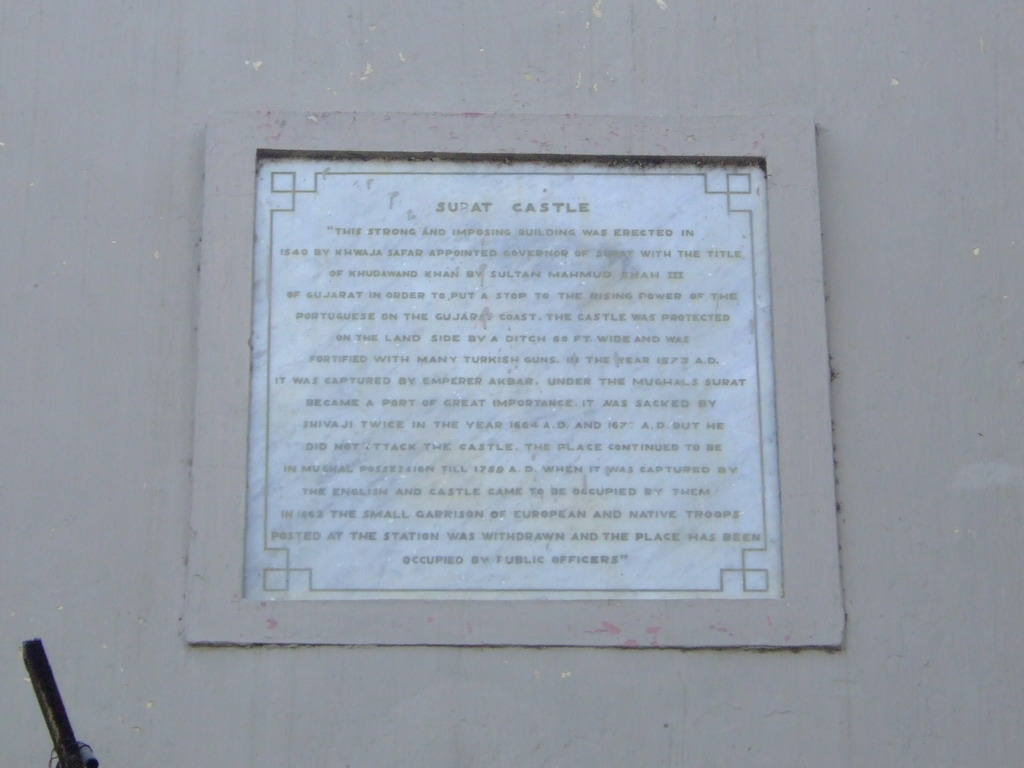
Targa apposta sopra l'ingresso principale del Forte

Il più antico edificio ancora esistente della città è il Forte di Surat, eretto accanto al ponte sul fiume Tapti e dedicato a Nehru.
Costruito durante il XVI secolo da Khudawan Khan, un cristiano di origine albanese convertito all'Islam, il Forte ha spalti orlati di merli alti ben 12 m e mura spesse fino a 4 m.
Per renderlo veramente imprendibile, i vari elementi erano assemblati con sbarre di ferro.

Degna di nota è l'unica porta dell'ala est che permette l'accesso al castello; il portone è munito di spuntoni e l'interno finemente inciso.
Attualmente l'interno del castello è in uno stato di grave degrado, anche se le varie palazzine sono ora adibite a vari uffici pubblici.

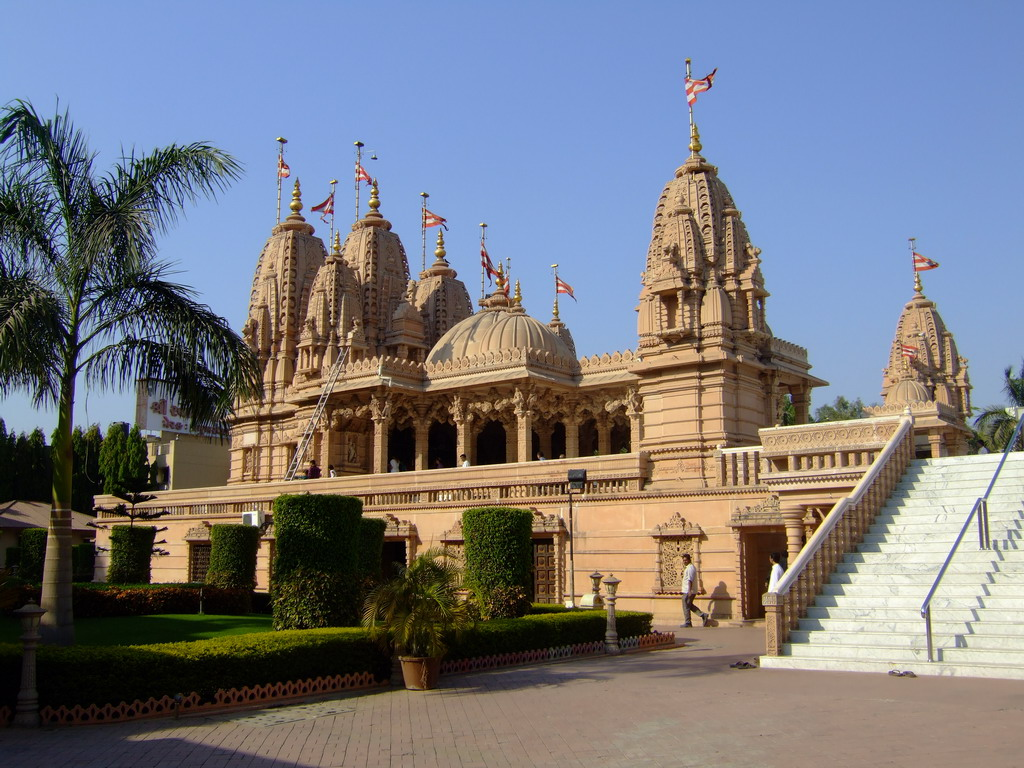
Il tempio jain di Swami Narayan